# Sangiano
Sangiano là một đô thị ở tỉnh Varese trong vùng Lombardia, có cự ly khoảng 60 km về phía tây bắc của Milan và khoảng 15 km về phía tây bắc của Varese. Tại thời điểm ngày 31 tháng 12 năm 2004, đô thị này có dân số 1.345 người và diện tích là 2,2 km².
Sangiano giáp các đô thị: Besozzo, Caravate, Laveno-Mombello, Leggiuno.